# Cap de la Socarrada
El Cap de la Socarrada és una muntanya de 2.266 metres que es troba al municipi d'Espot, a la comarca del Pallars Sobirà.